# Seznam kanadskih izumiteljev
Seznam kanadskih izumiteljev.

## B
- Alexander Graham Bell (1847-1922)
- Joseph-Armand Bombardier
- J. Brown

## C
- Thomas Carroll

## E
- Mathew Evans

## F
- Reginald Fessenden (1866-1932)
- Sir Sandford Fleming (1827-1915)
- Wilbur R. Franks

## G
- James Gosling (1956-)

## H
- Larry Hanson

## J
- Sam Jacks

## L
- Rasmus Lerdorf

## M
- Elijah McCoy (1844-)
- Samuel McKeen

## R
- P.L. Robertson

## S
- Gideon Sundback
- David Suzuki (1936-)

## U
- Lewis Urry

## W
- Harry Wasyluk
- Henry Woodward